# Revolutionary Love
Revolutionary Love és el vintè àlbum d’estudi en solitari (vint-i-dosè sumant les col·laboracions amb Utah Phillips) de la cantant i compositora Ani DiFranco, publicat al gener de 2021.
Enregistrat al llarg del 2020 a Durham (Carolina del Nord) amb l’ajuda del seu amic Brad Cook, productor i multi-instrumentista conegut per la seva feina amb artistes com Bon Iver o Waxahatchee.
Tchad Blake torna a fer-se càrrec de la mescla de so després de Binary (2017).

## Llista de cançons
Totes les cançons foren escrites i compostes per Ani DiFranco. 
| Núm. | Títol                    | Durada |
| ---- | ------------------------ | ------ |
| 1.   | «Revolutionary Love»     | 7:09   |
| 2.   | «Bad Dream»              | 4:54   |
| 3.   | «Chloroform»             | 3:39   |
| 4.   | «Contagious»             | 4:27   |
| 5.   | «Do or Die»              | 5:19   |
| 6.   | «Station Identification» | 4:06   |
| 7.   | «Shrinking Violet»       | 6:17   |
| 8.   | «Metropolis»             | 5:32   |
| 9.   | «Simultaneously»         | 4:17   |
| 10.  | «Confluence»             | 4:52   |
| 11.  | «Crocus»                 | 5:56   |

### Edició en vinil
| 1. | «Revolutionary Love» | 7:09 |
| 2. | «Bad Dream»          | 4:54 |
| 3. | «Chloroform»         | 3:39 |
| 4. | «Contagious»         | 4:27 |

| 5. | «Do or Die»              | 5:19 |
| 6. | «Station Identification» | 4:06 |
| 7. | «Shrinking Violet»       | 6:17 |
| 8. | «Metropolis»             | 5:32 |

| 9.  | «Simultaneously» | 4:17 |
| 10. | «Confluence»     | 4:52 |
| 11. | «Crocus»         | 5:56 |

## Personal
- Ani DiFranco – veu, guitarra
- Todd Sickafoose – baix, teclat, efectes de so
- Terence Higgins – bateria, percussió, triangle, crazy stick
- Yan Westerlund – bateria, sacsejador
- Phil Cook – orgue, piano Wurlitzer, piano
- Brevan Hampden – conga, bongo, triangle, sacsejador, percussió
- Matt Douglas – saxòfon, clarinet baix, flauta
- Brad Cook – baix a «Contagious» i «Confluence»
- Roosevelt Collier – pedal steel guitar a «Revolutionary Love», «Bad Dream» i «Shrinking Violet»
- Delgani String Quartet
  - Jannie Wei – violí
  - Wyatt True – violí
  - Kimberlee Uwate – viola
  - Eric Alterman – violoncel

### Producció
- Producció – Ani DiFranco
- Enregistrament – Chris Boerner
- Assistent d’enregistrament (Delgani String Quartet) – Billy Barnett
- Mescla – Tchad Blake
- Masterització – Brent Lambert
- Arranjament de quartet de corda – Todd Sickafoose
- Disseny – Carrie Smith
- Fotografia – Susan Alzner